# 拉格德角
拉格德角（英語：Laggard Island）是南極洲的海岬，位於帕默群島，處於波拿巴角東南面3.2公里的昂韋爾島西南岸，由英國南極名稱諮詢委員會命名，現時由南極條約體系管理。